# Pawel Iwanowitsch Lebedew-Poljanski

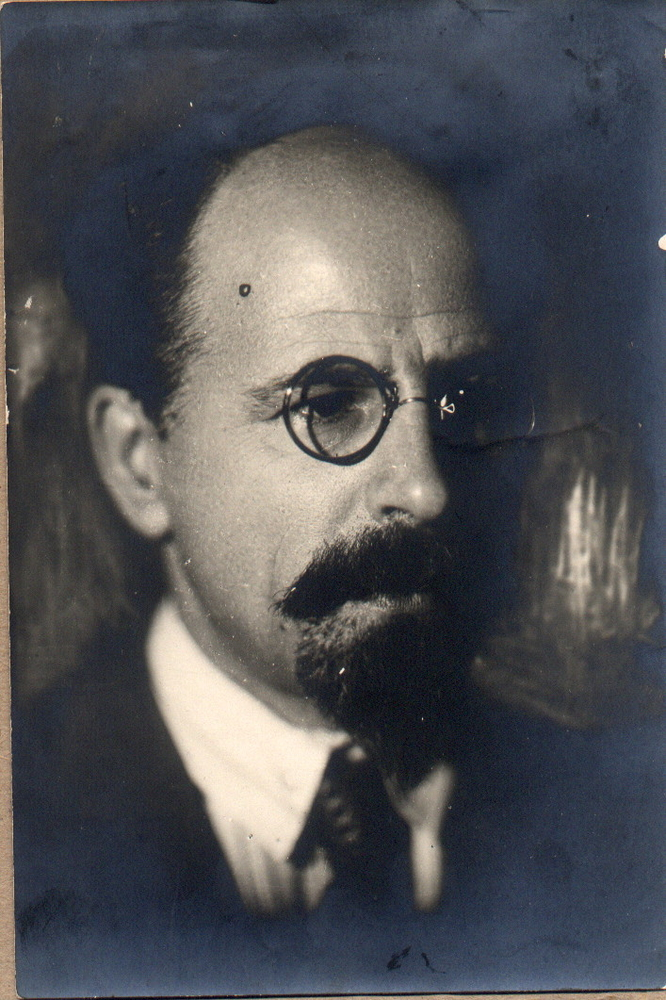
Pawel I. Lebedew-Poljanski (1920er Jahre)

Pawel Iwanowitsch Lebedew-Poljanski (russisch Павел Иванович Лебедев-Полянский; Pseudonym: Walerian Poljanski; * 21. Dezember 1881jul. / 2. Januar 1882greg. in Melenki, Russisches Kaiserreich; † 4. April 1948 in Moskau, Sowjetunion) war ein russischer Revolutionär und sowjetischer Literaturkritiker, Ideologe und Zensor.

## Biografie
Lebedew-Poljanski besuchte bis 1902 das Theologische Seminar in Wladimir und setzte dann seine Ausbildung an der medizinischen und historisch-philologischen Fakultät der Kaiserlichen Universität Dorpat fort. 1902 wurde er Mitglied der Sozialdemokratischen Arbeiterpartei Russlands (SDAPR). Wegen Aktivitäten für die SDAPR wurde er 1904 verhaftet, von der Universität verwiesen und nach Wladimir zurückgeschickt. Dort nahm er aktiv an der Russischen Revolution von 1905 teil. In Kuokkala, das in dieser Zeit als Rückzugsort der Führungsebene der SDAPR diente, lernte er 1907 Wladimir Lenin, Alexander Bogdanow und Anatoli Lunatscharski kennen.
Nach dem Scheitern der Russischen Revolution von 1905 ging er von 1908 bis 1917 nach Genf ins Exil. In dieser Zeit traf er Georgi W. Plechanow (erster Parteiführer der russischen Sozialdemokratie), Julius Martow (Sprecher der Menschewiki in der SDAPR) und Pawel Axelrod (Unternehmer, Finanzierer der SDAPR, späterer Gegner von Lenin). In der für Lebedew-Poljanski unsteten Zeit der Emigration begann er sich als Schriftsteller zu betätigen, um dies ab 1914 zu seiner dauerhaften Tätigkeit werden zu lassen. In der Zwischenzeit arbeitete er als Tellerwäscher in Restaurants oder gab Nachhilfeunterricht. Außerdem besuchte er Vorlesungen an den Universitäten in Genf und Wien.
Nach der Februarrevolution 1917 kehrte Lebedew-Poljanski nach Russland zurück und begab sich nach Sankt Petersburg. Dort wurde er im Juli 1917 nach einer Demonstration verhaftet und im Kresty-Gefängnis eingesperrt. Gegen eine von den Bolschewiki gestellte Kaution von 1000 Rubeln wurde er aus dem Gefängnis entlassen.
Nach der Oktoberrevolution wurde Lebedew-Pojanski zum Leiter der Abteilung Verlage des Volkskommissariats für Bildung der RSFSR ernannt. Weiterhin war er Vorsitzender des Rates der sowjetischen kulturrevolutionären Bewegung Proletkult. Von 1918 bis 1921 war er Chefredakteur des Verlags „Proletarische Kultur“. Unter Lebedew-Poljanskis Aufsicht wurden die ersten sowjetischen Editionen klassischer russischer Literatur herausgegeben.
Von 1922 bis 1931 wurde er als Nachfolger von Nikolai Meschtscherjakow Leiter der Hauptverwaltung der Angelegenheiten der Literatur und des Verlagswesens (Glawlit). Unter seiner Leitung entwickelte sich die Glawlit zu einem allumfassenden Zensurapparat, der jedes gedruckte Werk in der Sowjetunion auf die Legitimität des Inhalts überprüfte. (→Zensur in der Sowjetunion)
Lebedew-Poljanski gehörte von 1934 bis 1939 zur Redaktion der Großen Sowjetenzyklopädie und war seit 1945 Träger des Leninordens. 1939 wurde er korrespondierendes und 1946 Vollmitglied der Akademie der Wissenschaften der UdSSR.
Er starb 66-jährig in Moskau und wurde dort auf dem Nowodewitschi-Friedhof bestattet.

## Schriften
- Über die politische und ideologische Kontrolle der Literatur in der Periode des Wiederaufbaus, 1931, Archiv der Russischen Akademie der Wissenschaften (ARAN). F. 597. Op. 3. D. 17[5]